# Климовичский ликёро-водочный завод
ОАО «Кли́мовичский ликёро-водочный завод» (бел. ААТ «Клімавіцкі лікёра-гарэлачны завод») — белорусская компания, производитель ликёро-водочной продукции. Завод расположен в городе Климовичи на востоке Могилёвской области. Предприятие занимает второе место в списке крупнейших налогоплательщиков области.

## История
Предприятие основано в 1858 году помещиком Карлом Каминским. В 1934 году были введены в эксплуатацию мощности по переработке плодово-ягодного сырья. В 1937 году были запущены первые конвейеры по розливу водки с ручным трудом, в 1953 году — первый автоматический. В 1950 году были введены в эксплуатацию цеха по ректификации и розливу водки, участок по выпуску ликёров. В 1990-е — 2000-е годы завод активно перевооружался, заменяя оборудование на современное итальянское и немецкое. Приказом Государственного комитета по имуществу Республики Беларусь от 30 декабря 2013 года № 308 РУП «Климовичский ликёро-водочный завод» было преобразовано в ОАО. 100% акций находятся в государственной собственности.
В июле 2015 года завод вошёл в холдинг «Минск Кристалл Груп».
25 сентября 2017 года завод подал заявление об экономической несостоятельности, был установлен защитный период на 2 месяца. 16 мая 2018 года Экономический суд Могилевской области ввёл на предприятии процедуру санации до 15 ноября 2019 года. Причинами осложнения финансового положения предприятия называются уменьшение рынка крепкого алкоголя, рост акцизов, увеличение кредитной нагрузки, необходимость содержания убыточных подшефных предприятий, включая подсобное хозяйство.

## Современное состояние
В 2014 году завод произвёл 786,2 тыс. дал водки и ликёро-водочных изделий, 309,2 тыс. дал вина плодового, 710,2 тыс. дал спирта этилового ректифицированного, 2,3 тыс. дал коньяка. Виски в 2014 году не производилось (в 2013 году — 2,3 тыс. дал). В 2014 году завод реализовал на внутреннем рынке 760 тыс. дал водки и ликёро-водочных изделий, а его доля среди 7 предприятий концерна «Белгоспищепром» составила 10,7%. Выручка от реализации продукции, работ, услуг составила 916,3 млрд руб. (около 90 млн долларов), чистый убыток — 50,3 млрд рублей (около 5 млн долларов). По итогам 2018 года чистая прибыль предприятия составила 3,5 млн руб. (около 1,7 млн долларов).
В 2018 году завод начал выпускать по лицензии украинскую водку «Мороша».
У предприятия есть собственные оптовые склады, торговля на внешних рынках осуществляется как самостоятельно, так и с помощью оптовой сети «Белгоспищепрома». В 2014 году 13,7% продукции было поставлено на экспорт в Россию, Казахстан, Туркменистан.
Помимо головного предприятия, расположенного в Климовичах, на балансе ОАО находится несколько заводов:
- ОСП «Костюковичский спиртзавод»;
- ОСП «Краснобудский винзавод»;
- Подсобное предприятие на базе бывшего колхоза «Климовичский»;
- 4 сырцовых завода, нахоядящиеся на балансе ОАО, законсервированы (Забелышинский, Белынковичский, Михалинский, Грудиновский).